# Shenzhou 5
De Shenzhou 5 (Chinees: 神舟五号) was het eerst bemande ruimtevaartuig dat door de Volksrepubliek China werd gelanceerd. Hiermee werd China na Rusland en de VS het derde land dat zelfstandig een bemande vlucht naar de ruimte uitvoerde.
Op 15 oktober 2003 werd de Shenzhou met behulp van een Chang Zheng 2F (Lange Mars 2F) draagraket, vanaf de lanceerbasis Jiuquan in Binnen-Mongolië, in een baan om de aarde gebracht.
Aan boord bevond zich Yang Liwei die na 21 uur en veertien baantjes om de aarde op een hoogte van 200 tot 350 kilometer weer voet aan grond zette. Yang werd hiermee de eerste taikonaut.